# Тиле, Клаус-Петер
Кла́ус-Пе́тер Ти́ле (нем. Klaus-Peter Thiele; 14 декабря 1940, Майнинген — 10 октября 2011, Берлин) — немецкий актёр театра и кино.

## Биография
Клаус-Петер Тиле родился 14 декабря 1940 года в Майнингене в семье театрального актёра и режиссёра Хайно Тиле (1891—1964).
После окончания драматической школы в Берлине (ГДР) стал актёром киностудии ДЕФА. В 1965 году успешно дебютировал в фильме «Приключения Вернера Хольта», в котором сыграл главную роль.
Играл в театрах Гамбурга и Мюнхена. Снимался в фильмах (в том числе зарубежных) и сериалах ГДР и ФРГ.
Умер 10 октября 2011 года от злокачественной опухоли.

## Фильмография
| Год       |   | Русское название             | Оригинальное название         | Роль                               |
| --------- | - | ---------------------------- | ----------------------------- | ---------------------------------- |
| 1964      | ф | Дороги борьбы                | Als Martin vierzehn war       |                                    |
| 1965      | ф | Приключения Вернера Хольта   | Die Abenteuer des Werner Holt | Вернер Хольт                       |
| 1966      | ф | Экипаж в Вену                | Kočár do Vídně                |                                    |
| 1968      | ф | Белые волки                  | Weisse Wölfe                  | лейтенант                          |
| 1969      | ф | Последние дни                | Ostatnie dni                  | Курт Мюллер                        |
| 1969      | ф | Товарищ Ганс Баймлер         | Hans Beimler, Kamerad         | Пауль Куглер                       |
| 1971      | ф | Объяснение в любви к Г. Т.   | Liebeserklärung an G.T.       | Хуберт                             |
| 1972      | ф | Коперник                     | Kopernik                      | Ежи Иоахим Ретык, ученик Коперника |
| 1973—1999 | с | Телефон полиции — 110        | Polizeiruf 110                | несколько ролей                    |
| 1975      | ф | Дело не обошлось без злодеев | Bauernkrieg                   |                                    |
| 1976      | ф | Дагни                        | Dagny                         | Пауль                              |
| 1978      | ф | Я хочу вас видеть            | Ich will euch sehen           | врач                               |
| 1979—1980 | с | Архив смерти                 | Archiv des Todes              | гауптштурмфюрер Тиль               |
| 1980      | ф | Строго по приказу            | Wyrok śmierci                 | Форстер                            |
| 1981      | ф | Две строчки мелким шрифтом   | Zwei Zeilen, kleingedruckt    | Ленц, революционер                 |
| 1984      | с | Фронт без пощады             | Front ohne Gnade              | оберштурмфюрер Менге               |
| 1985      | ф | Победа                       | Победа                        | Клаус Вернер                       |
| 1992—2003 | с | Закон Вольфа                 | Wolffs Revier                 |                                    |